# Cuenca lechera central de Argentina
La cuenca lechera es una región de la zona centro de Argentina, entre Santa Fe y Córdoba, que se caracteriza por la gran cantidad de tambos y empresas lácteas. La zona cuenta con una gran cantidad de pequeñas y medianas industrias lácteas elaboradoras en su mayoría, de quesos para el consumo interno, estas empresas son vitales para el funcionamiento de los pequeños pueblos del interior dado que son, muchas veces, las únicas fuentes de trabajo. En dicha zona se encuentran las empresas SanCor, Tregar e Ilolay. Según datos del Senasa, Argentina se ubica como 2° productor de leche cruda de América Latina y 11° en el orden mundial.[cita requerida]

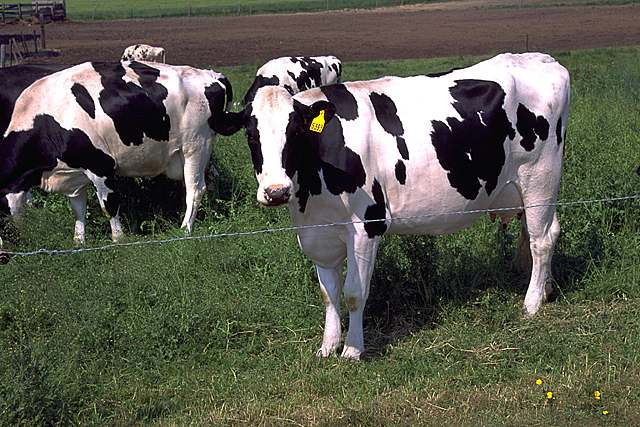
Ejemplar de raza Holando-argentina, predominante en la cuenca.

Existen 11.282 Unidades Productivas (UP) a nivel nacional, 10.453 establecimientos y 1.690.580 vacas. La provincia que concentra mayor
cantidad de vacas es Córdoba con 35%, continúa Santa Fe con 30% y Buenos Aires con 28%. La evolución de la producción de leche en Argentina en el período comprendido entre los años 2008 y 2011 donde el aumento fue del 25,9%. Entre 2005 y 2015 las provincias de Córdoba y Santa Fe tuvieron disminuciones de unidades productivas, mientras que la provincia de Buenos Aires y Entre Ríos tuvieron un aumento en el número de cabezas de ganado y mantuvieron el número de unidades productivas.
En el año 2011, cinco de las catorce cuencas lecheras pampeanas concentraron el 80 % del stock de vacas y el 78 % de las unidades productivas, siendo la más importante Santa Fe Centro (27 % y 32 % respectivamente), seguida por Noreste Córdoba (18 %), Villa María (14 % y 11 %), Buenos Aires Oeste (14 % y 10 %) y Pergamino (7 %).
Esta zona se encuentra marcada por la ganadería, el ganado vacuno es el que predomina. De una gran calidad láctea, se le ha puesto este apelativo a la región por la gran producción láctea que se desarrolla. Estaría comprendida alrededor de Sunchales (donde se halla la sede central de SanCor), en la provincia de Santa Fe, abarcando como ciudades principales a la vecina Rafaela y zonas de la provincia de Córdoba como Villa María o San Francisco.